# Iváncsa
Iváncsa je vas na Madžarskem, ki upravno spada pod podregijo Adonyi Županije Fejér.